# Valdeavero
Valdeavero é um município da Espanha na província e comunidade autónoma de Madrid, de área 18,96 km² com população de 760 habitantes (2004) e densidade populacional de 40,08 hab/km².

## Demografia
| Variação demográfica do município entre 1991 e 2004 | Variação demográfica do município entre 1991 e 2004 | Variação demográfica do município entre 1991 e 2004 | Variação demográfica do município entre 1991 e 2004 |
| --------------------------------------------------- | --------------------------------------------------- | --------------------------------------------------- | --------------------------------------------------- |
| 1991                                                | 1996                                                | 2001                                                | 2004                                                |
| 507                                                 | 556                                                 | 702                                                 | 760                                                 |